# 聖厄里亞聖額我略啟蒙者座堂
33°53′35″N 35°30′27″E / 33.89294°N 35.50758°E
圣厄里亚圣额我略啟蒙者座堂（英语：Cathedral of Saint Elias and Saint Gregory the Illuminator）是一座亚美尼亚礼天主教会的主教座堂，位于黎巴嫩首都贝鲁特市中心的德巴斯广场。1928年教宗庇护十一世资助建造。它是亚美尼亚礼天主教基里基雅宗主教区的主教座堂 堂名中两位圣徒，厄里亚和圣额我略啟蒙者的顺序并不固定。

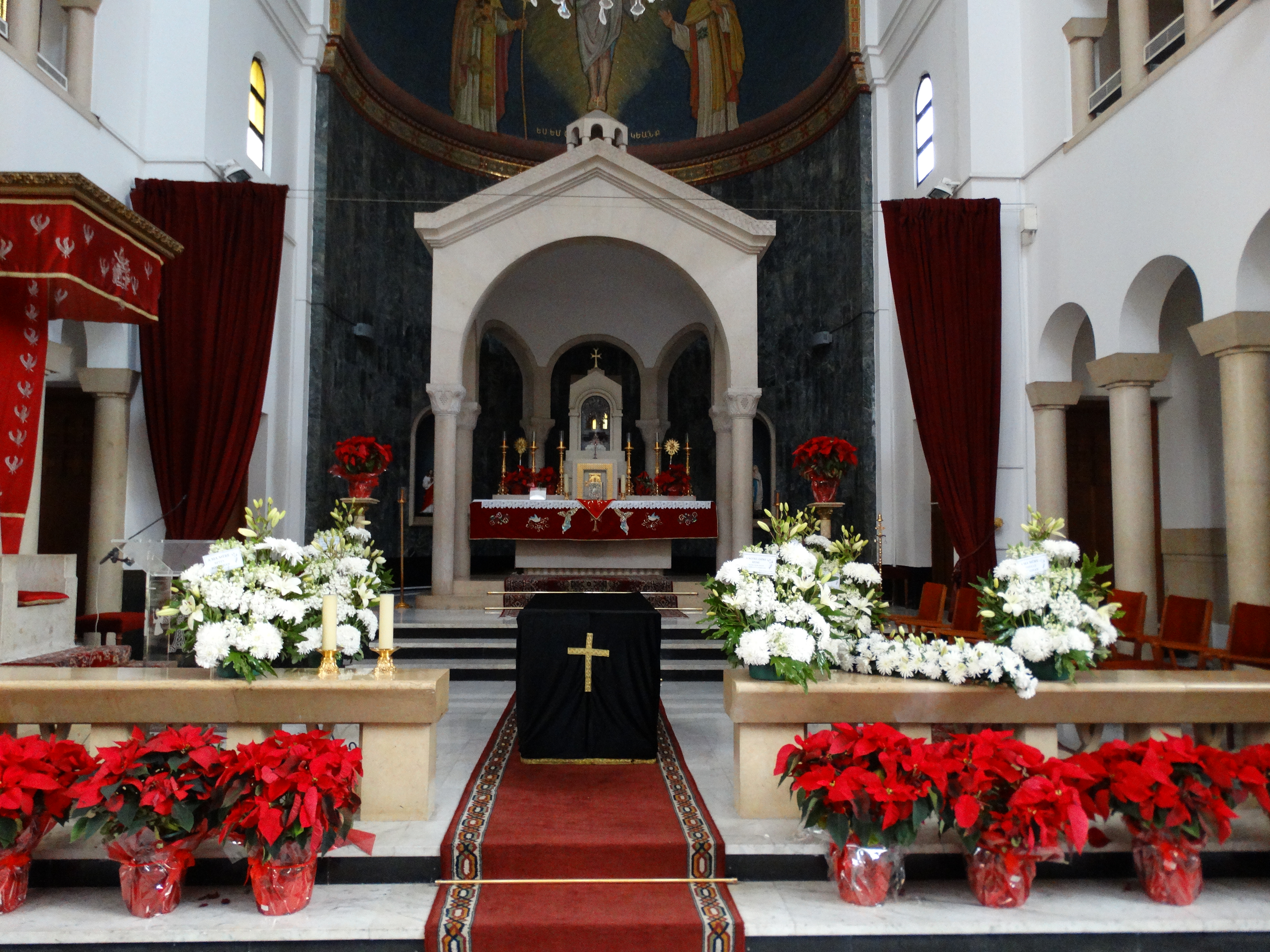

教堂建筑反映了亚美尼亚传统建筑的一些变化，从罗马汲取了艺术灵感。

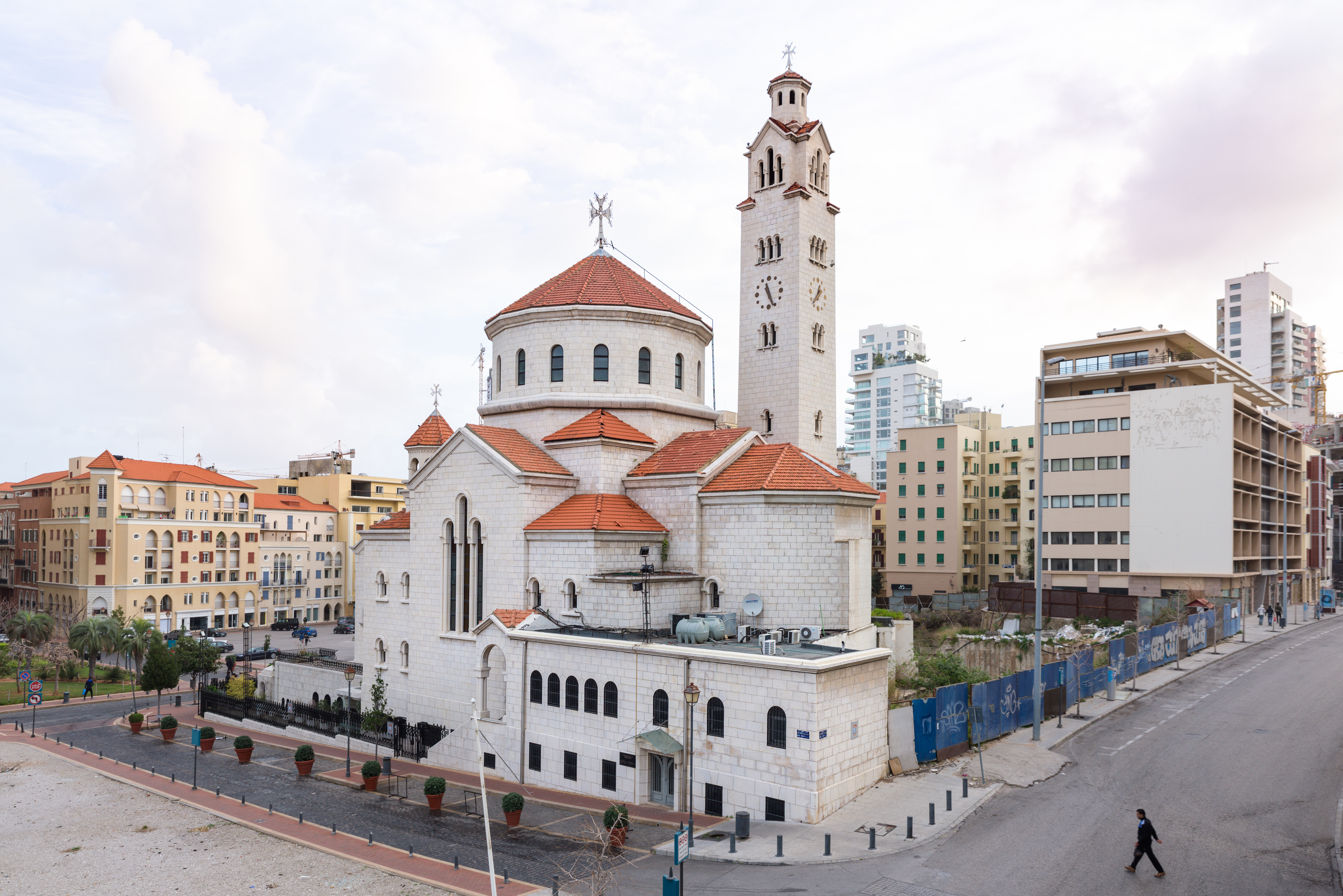